# ¡Ay, qué deseo!
"¡Ay, qué deseo!" ("Ah! Que desejo!") foi a canção que representou a Espanha no Festival Eurovisão da Canção 1996 que teve lugar em Oslo, em 18 de maio de 1996. 
A referida canção foi interpretada em castelhano por Antonio Carbonell. Foi a terceira canção a ser interpretada na noite do festival, a seguir à canção britânica "Ooh Aah... Just a Little Bit" , interpretada por Gina G e antes da canção portuguesa "O meu coração não tem cor", cantada por Lúcia Moniz. A canção espanhola terminou em 20.º lugar, tendo recebido um total de 17 pontos. 
| País    | Pontos |
| ------- | ------ |
| Chipre  | 2      |
| Malta   | 5      |
| Croácia | 4      |
| Grécia  | 6      |

No ano seguinte, em 1997, a Espanha fez-se representar com Marcos Llunas que interpretou a canção  "Sin rencor".

## Autores
- Letristas: Josemi Carmona, Juan Carmona, Antonio Carmona
- Compositores: Josemi Carmona, Juan Carmona, Antonio Carmona
- Orquestrador: Eduardo Leiva

## Letra
A canção é um número moderado de uptempo. Carbonell canta sobre uma mulher que ele queria encontrar "pegadas debaixo dos seus pés" e ser atado ao seu pelo. A história parece desenrolar num cenário de praia, com "mares de coral" e "ecos de paraíso".